# 올림플래닛
올림플래닛(영어: Olim Planet)은 대한민국의 확장현실 기업이다.

## 역사
올림플래닛은 2015년 1월 13일 설립되었다.
2025년 3월 10일, 주관사를 대신증권으로 상장을 신청하였으나 동년 5월 28일부로 철회하였다.

## 주요 기술
3D 데이터 패키징 및 웹 스트리밍 기술: XR 콘텐츠 경량화를 통해 별도의 소프트웨어 설치나 고성능 디바이스 없이 XR 콘텐츠를 즐길 수 있는 환경을 제공한다.